# Morový sloup (Jablonné v Podještědí)
Morový sloup Krista Salvátora v Jablonném v Podještědí v okrese Liberec je dominantou zdejšího náměstí Míru. Barokní sloup je chráněn jako kulturní památka.

## Historie
Sloup byl vztyčen v roce 1687 jako poděkování za odvrácení morové epidemie, která město postihla v roce 1680.
Původně sloup zdobily pouze sochy Ježíše Krista, Panny Marie, a svatých Josefa, Václava, Šebestiána a Rozálie. Ve 20. letech 18. století přibyly sochy sv. Jana Křtitele, sv. Jana Nepomuckého, sv. Floriána, sv. Vavřince, sv. Jáchyma, sv. Anny, sv. Vincence a sv. Vojtěcha. Jejich autory jsou patrně bratři Jelínkové z Kosmonos.